# Sol Aragonés
Marisol Aragonés y Castillo de Sampelo (San Pablo, 6 de noviembre de 1977), popularmente conocida como Sol Aragonés, es una política y periodista filipina, actualmente en el cargo como gobernadora de la provincia de La Laguna desde 2025. También trabajó como periodista y presentadora de la cadena ABS-CBN entre 1998 y 2012, y fue elegida a tres términos como representante del tercer distrito de La Laguna en la Cámara de Representantes entre 2013 y 2022.

## Biografía
Nació en una familia humilde el 6 de noviembre de 1977 en San Pablo, hija de un chofer de triciclo. Terminó sus estudios secundarios en el Colegio Canossa de San Pablo, donde sirvió en varios cargos como líder estudiantil. Es la misma escuela que se matriculó su rival político, María Evita Aragó.
Se matriculó después en el programa de comunicación para el desarrollo de la Universidad de Filipinas Los Baños, graduando en 1998 con especialización en la radiodifusión comunitaria.
Aragonés está casado con Paulo Sampelo y tiene una hija con él, Anica. Su tío Jesús Boy Carmona, un abogado, fue matado el 16 de marzo de 2014.

## Carrera

### Periodismo
Aragonés trabajó un año después de terminar sus estudios en la empresa de mensáfonos Easy Call como responsable de cuentas, y luego entró el periodismo, uniéndose al equipo de periodistas de la cadena ABS-CBN como escritora del programa de informativos Hoy Gising. Se asumió después el cargo de productora de segmento y reportera del dicho programa.
Se trasladó después al programa matinal Alas Singko y Medya con responsabilidad para los segmentos de compras baratas, y luego como reportera de campo para los noticieros TV Patrol y Bandila en tagalo, los informes en inglés del ABS-CBN News Channel, y el programa matinal Umagang Kay Ganda. Sirvió también como presentadora del noticiero Nagbabagang Balita, y copresentadora del programa de radio S.R.O. con Alvin Elchico.
Anunció su baja de ABS-CBN el 15 de septiembre de 2012 para entrar en la política. Presentó su último programa de televisión dos días después, y su última emisión de radio como periodista fue el 21 de septiembre.

### Política
El 22 de septiembre de 2012 militó en la Alianza Nacionalista Unida (UNA), jurando ante el expresidente Joseph Estrada. Se presentó como candidato del dicho partido para el tercer distrito de La Laguna, presentándose contra el actual ocupante, María Evita Aragó. Fue proclamada como ganadora de la elección el 16 de mayo de 2013, con una ventaja de más de 10.000 votos.
Después de tres términos como congresista, decidió presentarse como gobernadora de La Laguna, y respaldó la candidatura de Leni Robredo en las elecciones presidenciales de 2022. Fracasó su candidatura con la victoria del actual gobernador, Ramil Hernández.